# Clase Imperator
La clase Imperator fue un trío de transatlánticos construidos por los astilleros AG Vulcan y Blohm und Voss de Alemania que operaron a partir de 1913 para la empresa naviera alemana Hamburg America Line (HAPAG por sus siglas en alemán). El trío de barcos estaba formado por el SS Imperator, el SS Vaterland y el SS Bismarck. Tras la Primera Guerra Mundial fueron entregados al Reino Unido y a Estados Unidos como compensación por los buques estadounidenses y británicos hundidos por los alemanes durante la contienda. 
El primer buque, el Imperator, fue entregado a la Cunard Line para sustituir al hundido RMS Lusitania, cambiando su nombre a RMS Berengaria. El Bismarck fue entregado a la White Star Line como compensación por la pérdida del barco hospital HMHS Britannic en aguas griegas, y fue renombrado como RMS Majestic; y el Vaterland fue entregado a Estados Unidos, sirviendo para la naviera United States Lines con el nombre de SS Leviathan. Tanto el Berengaria como el Leviathan fueron dados de baja y vendidos para su desguace, mientras que el Majestic se hundió víctima de un incendio el 29 de septiembre de 1939 debido a un fallo eléctrico en Rosyth (Escocia) cuando operaba como el buque de entrenamiento HMS Caledonia. Su pecio permaneció en ese lugar hasta que fue comprado en 1943 por la Shipbreaker Ward & Co. y posteriormente desguazado.

## Introducción

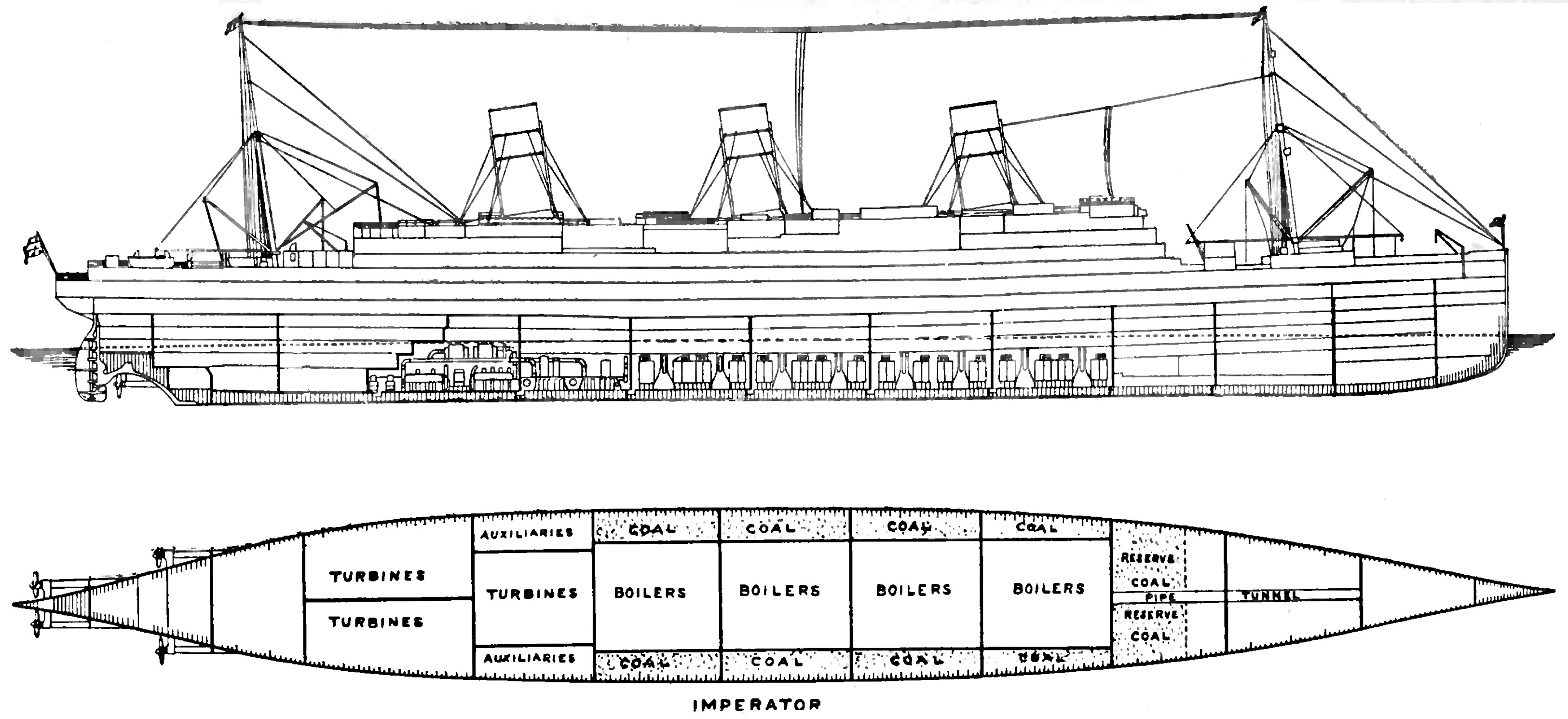
Planos del, c. 1910

Durante la llamada «época dorada» de los transatlánticos, Alemania contaba con dos compañías navieras que operaban en la travesía del Atlántico, la Hamburg America Line (HAPAG) y la Norddeutscher Lloyd (NDL). Esta última había tenido tenido relativo éxito con la introducción de los primeros barcos de pasajeros de cuatro chimeneas, conocidos como la clase Kaiser, entre 1897 y 1907. En respuesta al primero de los buque de la NDL, el  Kaiser Wilhelm der Grosse, HAPAG ordenó la construcción del Deutschland en 1900, que obtuvo la preciada «Banda Azul» (premio al barco más rápido en cruzar el Atlántico) tras su introducción en el servicio durante ese año.  
Aunque resultó un rotundo éxito, el Deutschland no pudo rivalizar con los barcos de la clase Kaiser, por lo que, en 1905, Albert Ballin, presidente de HAPAG, encargó la construcción del  Kaiserin Auguste Victoria, que desde su introducción en el servicio comercial en mayo del año siguiente, se convirtió en el barco de pasajeros más grande del mundo. 

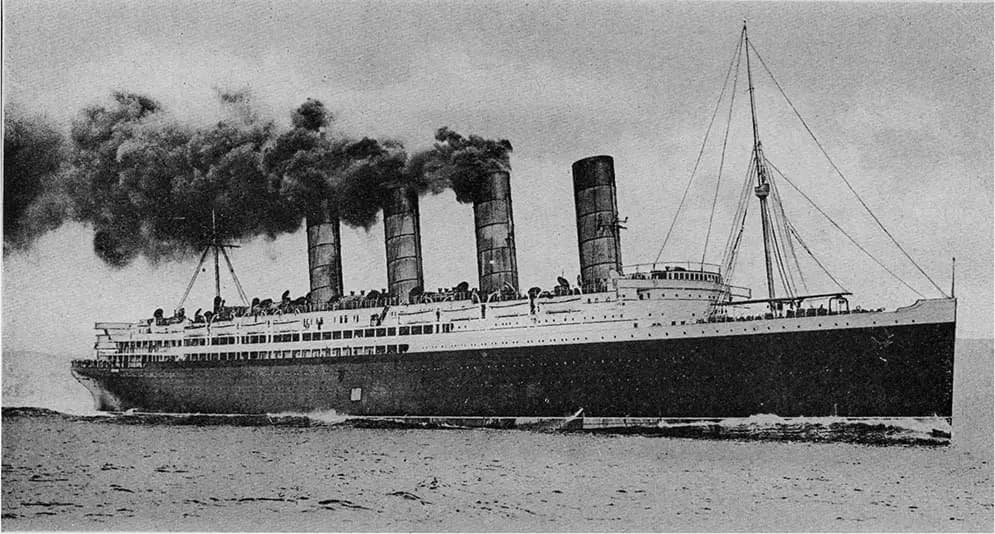
El de la Cunard Line, fotografiado durante sus pruebas de mar en 1907. Su apariencia se asemeja a la del Imperator

En vista del poderío alemán durante los últimos veinte años, en 1903, Gran Bretaña comenzó la construcción de dos nuevos transatlánticos, el RMS Lusitania y el RMS Mauretania, operados por la Cunard Line e introducidos en 1907.
Con la competencia británica en pleno desarrollo, a finales de ese mismo año, HAPAG, descartó la idea de encargar un nuevo buque de 44 000 toneladas para garantizar un servicio rotatorio triple con el Deutschland y el Kaiserin Auguste Victoria. El planeado barco, diseñado con cuatro chimeneas, iba a ser encargado al astillero de Harland and Wolff y, en cuanto a diseño interior y lujo, no podría batir a sus rivales británicos. 
Más tarde, HAPAG ordenó la construcción de un trío de transatlánticos de más de 50 000 toneladas de arqueo bruto a los astilleros AG Vulcan y Blohm und Voss de Hamburgo. 
Los nuevos buques serían conocidos como la clase Imperator, estarían equipados con tres chimeneas y dos mástiles, y fueron diseñados para superar en tamaño y lujo a sus rivales británicos.
El primero de los navíos, el Imperator (transliteración de «emperador» en latín) mostraba un diseño muy tradicional y muy similar a sus rivales; en cambio, los dos posteriores mostraban líneas más modernas y estilizadas.

## Historia

### SS Imperator

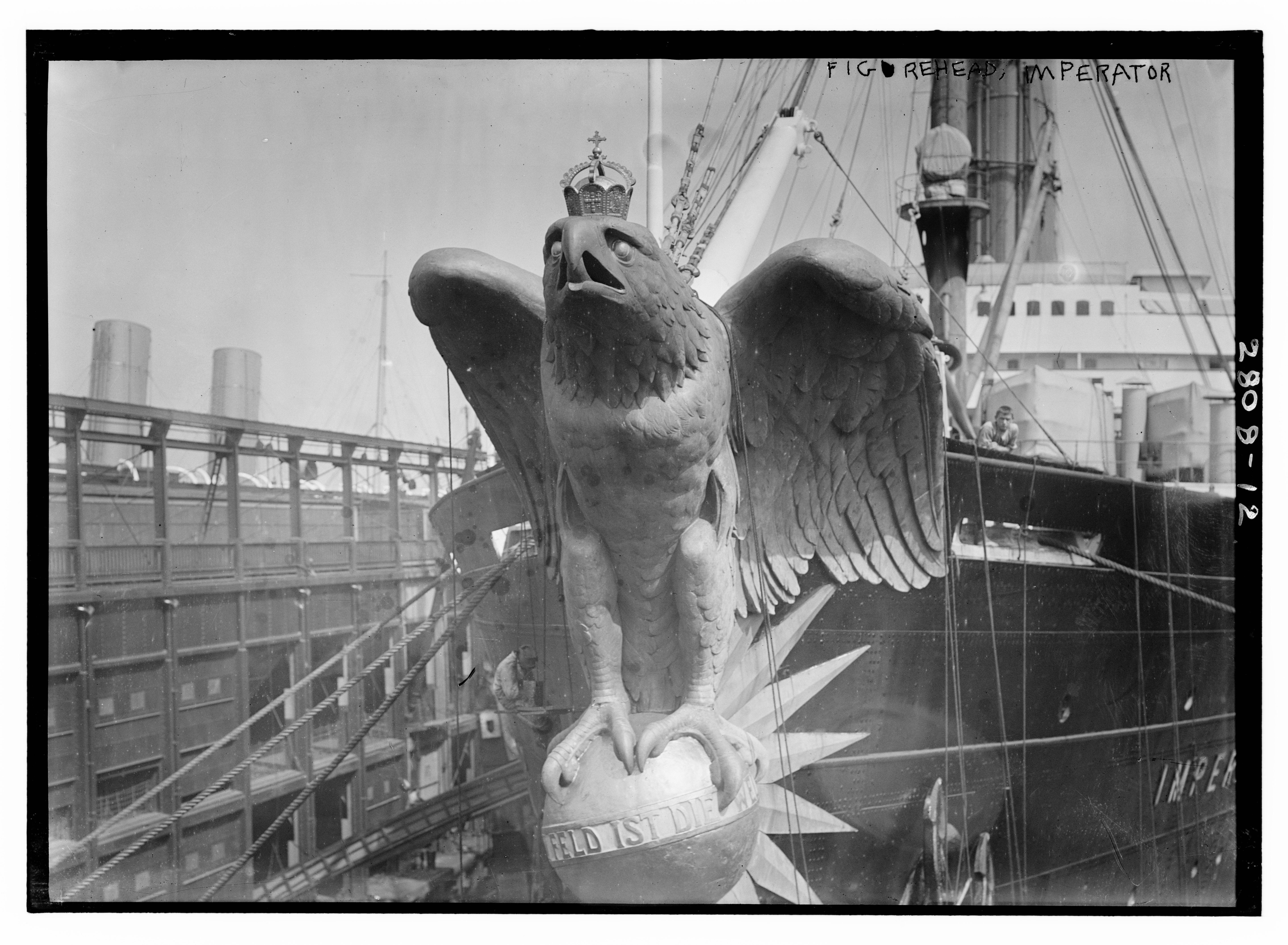
El con figura de águila instalado en el Imperator

El Imperator fue botado el 23 de mayo de 1912, poco después del trágico hundimiento del RMS Titanic. Su imponente proa estaba coronada con un gran mascarón de un águila sosteniendo entre sus garras un orbe realizado en bronce, símbolo de los buques de la HAPAG en la época de la Alemania imperial.
Hizo su viaje inaugural en la ruta entre Hamburgo y Nueva York el 11 de junio de 1913 al mando de Hans Ruser, llegando a Estados Unidos ocho días más tarde. Llevaba a bordo 4981 personas en total: 859 pasajeros de primera clase, 647 de segunda, 648 de tercera, 1495 en cuarta clase y 1332 tripulantes.

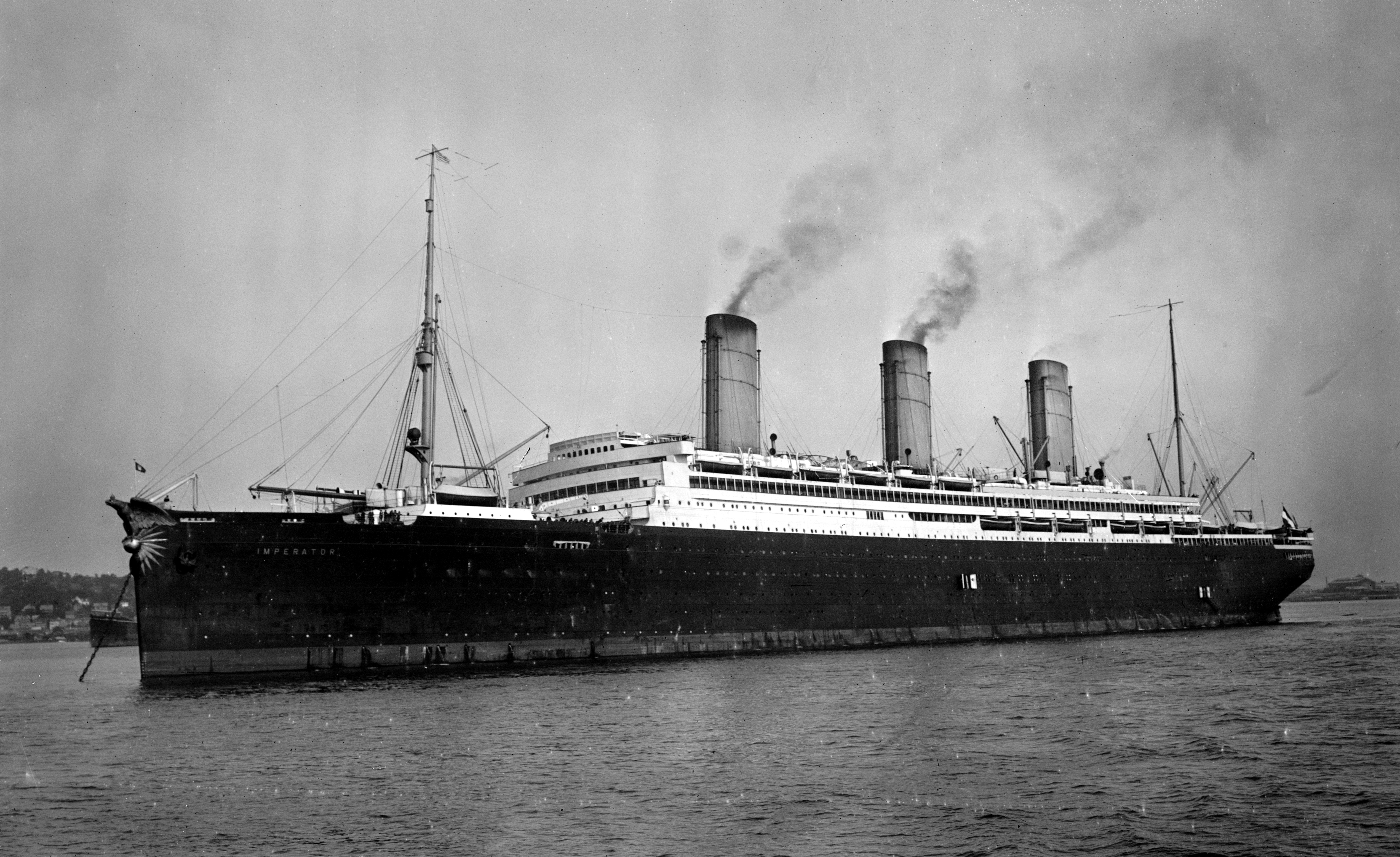
El SS Imperator en 1913. Fue el primero de los tres buques diseñados por la HAPAG

En su primera arribada, el práctico asignado para hacer entrar al buque en el Canal de Ambrose, el capitán George Seeth, señaló que el barco se balanceaba de un lado a otro cuando con el timón se realizaban cambios de dirección. Pronto fue apodado «Limperator» (de la palabra inglesa «limp»; en español: «cojera»).
El Imperator tuvo inicios bastante difíciles a partir de 1913 por diversas dificultades técnicas y deficiencias de ingeniería. En octubre de ese año, el barco regresó a los astilleros de AG Vulcan para realizarle drásticas reformas con el fin de mejorar su manejo y estabilidad, en las que se eliminaron todos los baños de mármol de las suites de primera clase y todos los muebles pesados fueron reemplazados por otros de mimbre, la altura de las chimeneas del buque se redujo tres metros, y finalmente, se vertieron 2000 toneladas de cemento en el doble fondo de la nave. 
Además, el buque tuvo muchos siniestros menores debido al recalentamiento de sus máquinas y varios fallos eléctricos que tuvieron que ser subsanados sobre la marcha; por este motivo fue equipado con un avanzado sistema antiincendios de rociadores de agua en toda la eslora de la nave.

### SS Vaterland

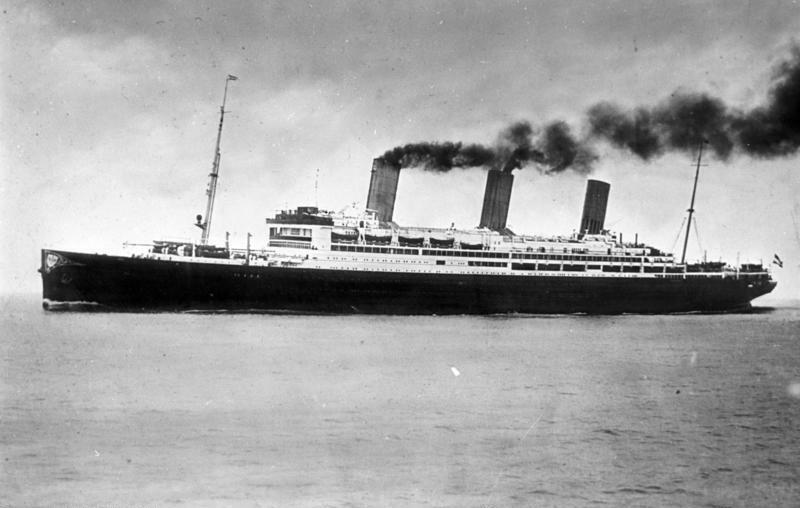
El Vaterland cuando operaba con la HAPAG

El SS Vaterland fue botado el 13 de abril de 1913 y operó desde julio de 1914 en la ruta entre Bremerhaven - Cherburgo - Nueva York. El Vaterland realizó unas cuantas travesías atlánticas antes de quedar inmovilizado desde finales de 1914 en un muelle en Nueva Jersey. Oficialmente, el Vaterland nunca fue internado formalmente y quedó a la espera de órdenes que nunca llegaron de parte de la gerencia general de HAPAG o del Almirantazgo alemán. Sencillamente, el barco fue olvidado. El buque sirvió de hospedaje de lujo a la tripulación de 300 miembros durante casi tres años y a diario corrían rumores de un zarpe clandestino.

### SS Bismarck

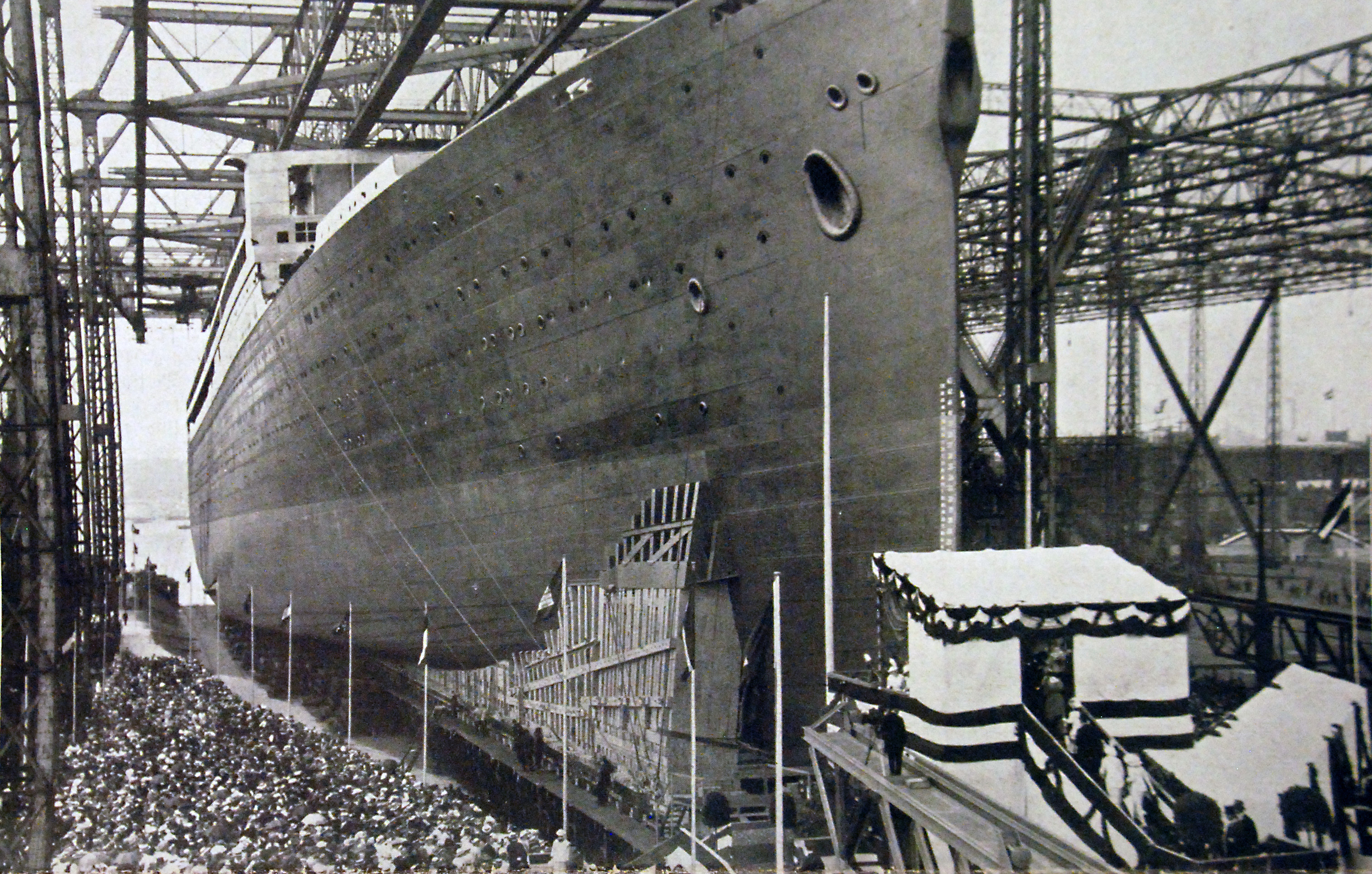
El Bismarck fotografiado poco antes de su botadura,

El Bismarck fue botado el 20 de junio de 1914 y bautizado por la condesa Hanna von Bismarck y el káiser Guillermo II. 
El inicio de las hostilidades de la Primera Guerra Mundial ralentizó la terminación del buque que, sin embargo, ya estaba bastante avanzado pero no equipado en su totalidad. Tampoco se instaló el famoso mascarón de bronce con forma de águila. 
La HAPAG tenía planeado efectuar el crucero de la victoria con la familia imperial a bordo del buque si Alemania ganaba la guerra, lo que finalmente no sucedió.

### Primera Guerra Mundial

#### USS Imperator (ID-4080)

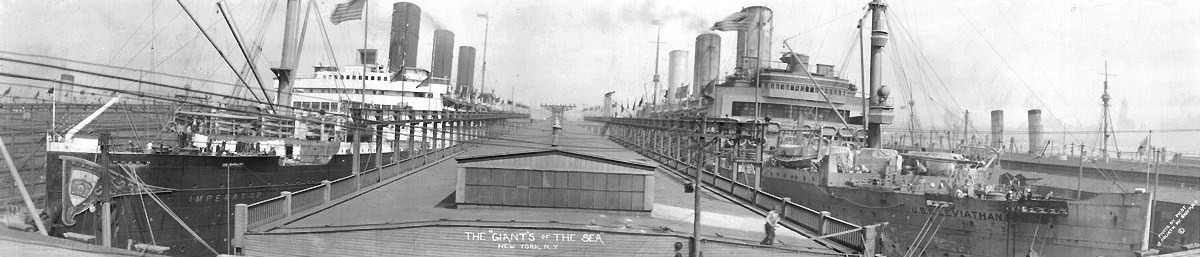
El USS Imperator (izq) atracado junto al Leviathan (der) en (Nueva Jersey) en 1919

El Imperator permaneció amarrado en el puerto de Hamburgo durante toda la I Guerra Mundial y debido a sus deficiencias no se le destinó a ningún uso militar, ni se le instalaron soportes para artillería.
Tras el armisticio del 11 de noviembre de 1918, fue cedido al Allied Food Shipping and Finance Agreement, para uso temporal como transporte de tropas junto con su gemelo, el Vaterland (ahora rebautizado como USS Leviathan), para repatriar personal estadounidense desde Francia. Dado de alta en la Armada Norteamericana, al mando del capitán Casey y rebautizado como USS Imperator (ID 4080), fue llevado a principios de mayo de 1919 al puerto francés de Brest, desde donde zarpó el día 15 de ese mes con 2100 militares estadounidenses y 1100 pasajeros civiles hacia Nueva York, donde arribó una semana más tarde. Operó desde el 3 de junio al 10 de agosto de 1919 con la Cruiser and Transport Force, realizando otros tres viajes en los que repatrió unos 25 000 soldados, enfermeras y civiles a EE. UU.
Al ser dado de baja de la Armada, fue transferido el 20 de septiembre de 1919 al British Shipping Controller en calidad de botín de guerra y se decidió que fuera operado por la Cunard Line. La entrega inicial a sus nuevos operadores tuvo lugar el 24 de noviembre, donde el buque fue recibido oficialmente por el superintendente de la Cunard, el capitán Miller, acompañado por su ayudante el capitán Palfrey. El Imperator fue trasladado al muelle 54 de la Cunard para su futura entrada en servicio.

#### SS Bismarck

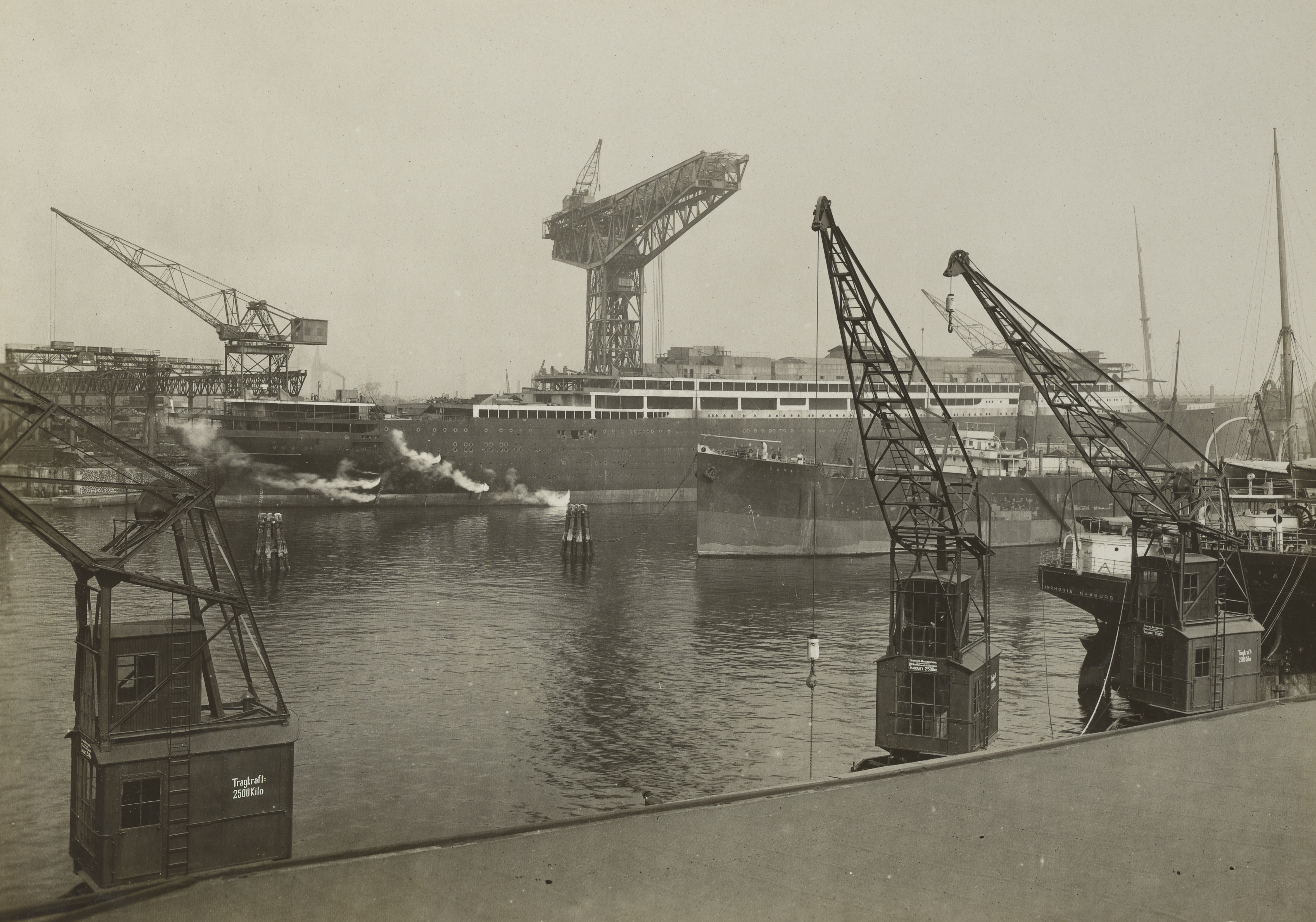
El Bismarck durante su construcción en Blohm und Voss, c. 1917

El tercer buque del trío no fue destinado a ningún uso militar durante la Gran Guerra, sino que fue lentamente completado.
Con la imposición del Tratado de Versalles, los alemanes tuvieron que terminar sus barcos y entregarlos a los vencedores como compensación de guerra. Aun así, en el momento en el que fue entregado a la White Star Line, sus interiores no estaban terminados completamente y/o estaban en mal estado, por lo que tuvo que permanecer en Hamburgo. 
Los nuevos propietarios, sin embargo, enviaron expertos de Harland and Wolff, sus constructores habituales, para supervisar los trabajos, que fueron realizados de mala gana, deliberadamente ralentizados e incluso saboteados por los propios astilleros de Blohm + Voss hasta el 28 de marzo de 1922, cuando fue transferido a de forma oficial a la White Star, bajo su nombre original y los colores de HAPAG como señal de desafío para los británicos. La hotelería de la nave no estaba acabada y, además, fue entregada deliberadamente en malas condiciones de salubridad.
Durante el mes de abril de 1922, el barco fue reacondicionado con los colores tradicionales de la White Star y renombrado como RMS Majestic, estando listo para incorporarse a la ruta transatlántica a mediados de mayo de ese año.

#### USS Leviathan

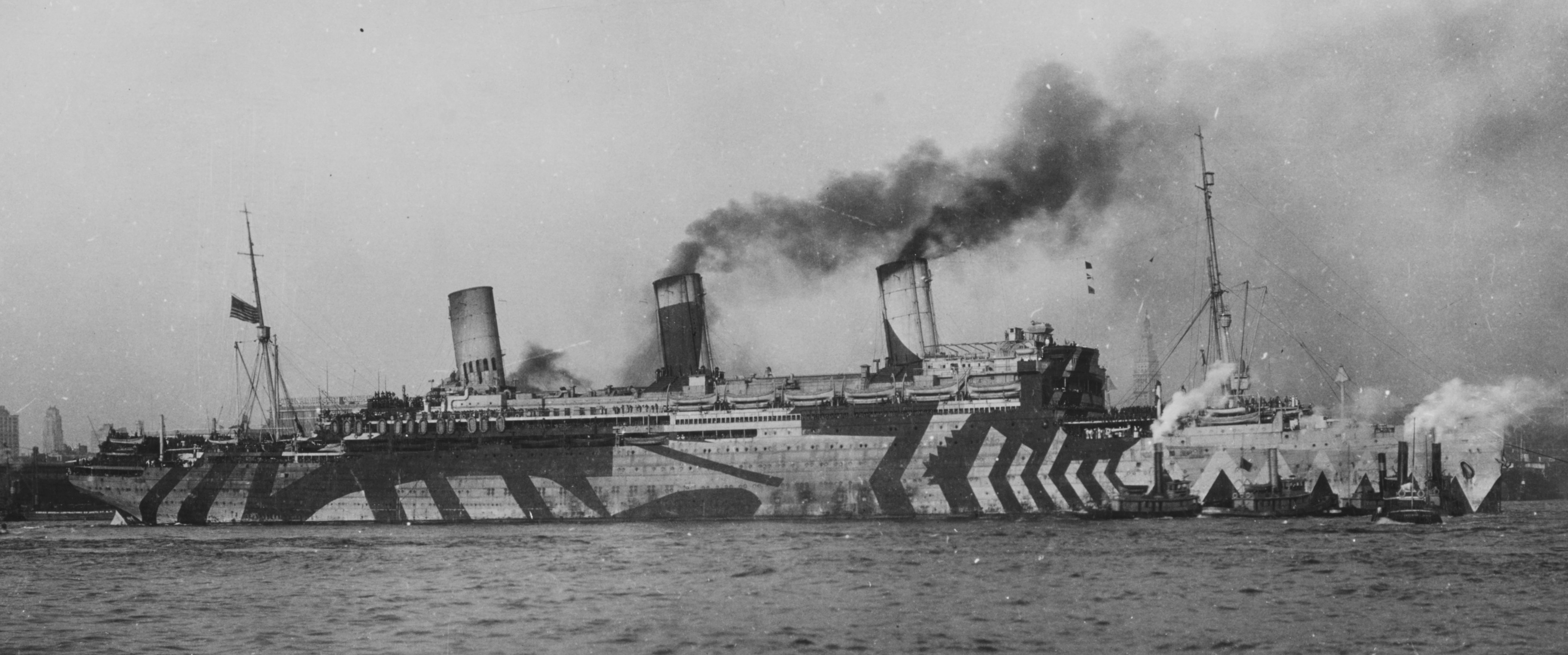
El USS Leviathan pintado con camuflaje disruptivo,

Una vez que Estados Unidos declaró la guerra a Alemania, el 6 de abril de 1917, el Vaterland fue requisado y su tripulación de 300 miembros fue internada en la isla de Ellis. Una vez confiscado, fue rebautizado por el presidente Woodrow Wilson el 6 de septiembre de ese año y transformado en transporte de tropas durante la última fase de la I Guerra Mundial.
Pintado con camuflaje dazzle (posteriormente repintado en color gris) y con las palabras USS Leviathan en sus costados, transportó más de 119 000 soldados en 19 viajes al escenario bélico. En una de sus travesías, llegó a transportar a 14 416 soldados, cuando usualmente eran 14 000. 
El puerto de destino en Europa era Brest, en Francia. Desde diciembre de 1918 repatrió a los soldados sobrevivientes, heridos y licenciados en nueve viajes. Fue dado de baja el 29 de octubre de 1919 y enviado a un amarradero de la Armada en Hoboken a la espera de una decisión sobre su futuro.

### Posguerra

#### RMS Majestic

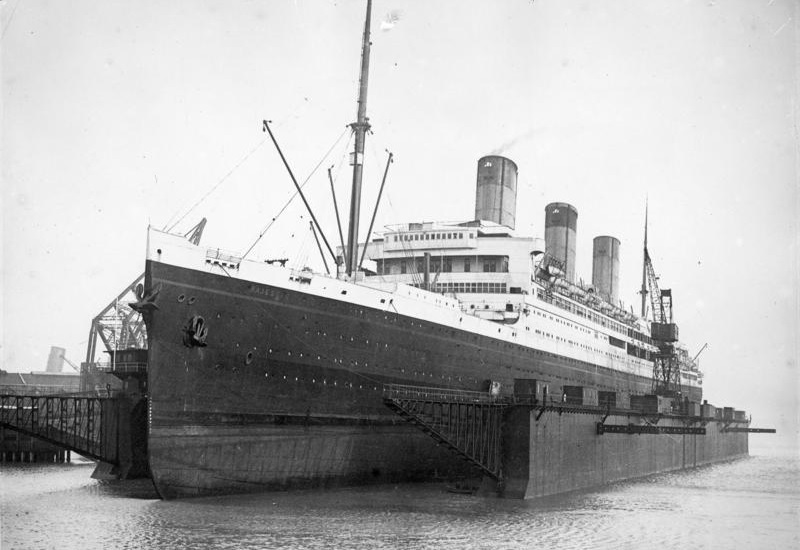
El RMS Majestic en el dique seco de Southampton en

El Bismarck, ahora propiedad de la White Star Line, fue reacondicionado con los colores y el lujo característico y fue rebautizado como Majestic, realizando su viaje inaugural el 12 de mayo de 1922 en la ruta entre Southampton y Nueva York. El Majestic gozó de gran popularidad por ser el transatlántico más grande del mundo (hasta la aparición del SS Normandie en 1935) y por su lujo. Fue llamado con el sobrenombre «Magic Stick».
En 1936, la Cunard White Star decidió vender el Majestic para desguace debido a varios problemas eléctricos y estructurales (similar al caso del Berengaria), sumado a la reciente entrada en el servicio del nuevo RMS Queen Mary. Sin embargo, la firma Shipbreaker Ward & Co., encargada del desguace del navío, lo vendió a la Royal Navy, que lo reacondicionó como buque para entrenamiento de cadetes (con una capacidad para 2500 personas) y lo renombró HMS Caledonia. Las chimeneas fueron rebajadas y pintadas en negro, se eliminaron varios botes salvavidas, se recortaron los mástiles y se modificaron los interiores.
Comenzada la II Guerra Mundial, los cadetes del Caledonia fueron redestinados y el buque pasó a reserva, a la espera de una decisión por parte del Almirantazgo. Permaneció en un muelle de Rosyth (Escocia) hasta el 29 de septiembre de 1939, cuando se hundió en aguas someras tras desatarse un incendio a bordo, debido a un fallo eléctrico. Permaneció en el lugar del siniestro hasta que la Ward & Co. lo recompró y desguazó en 1943.

#### RMS Berengaria

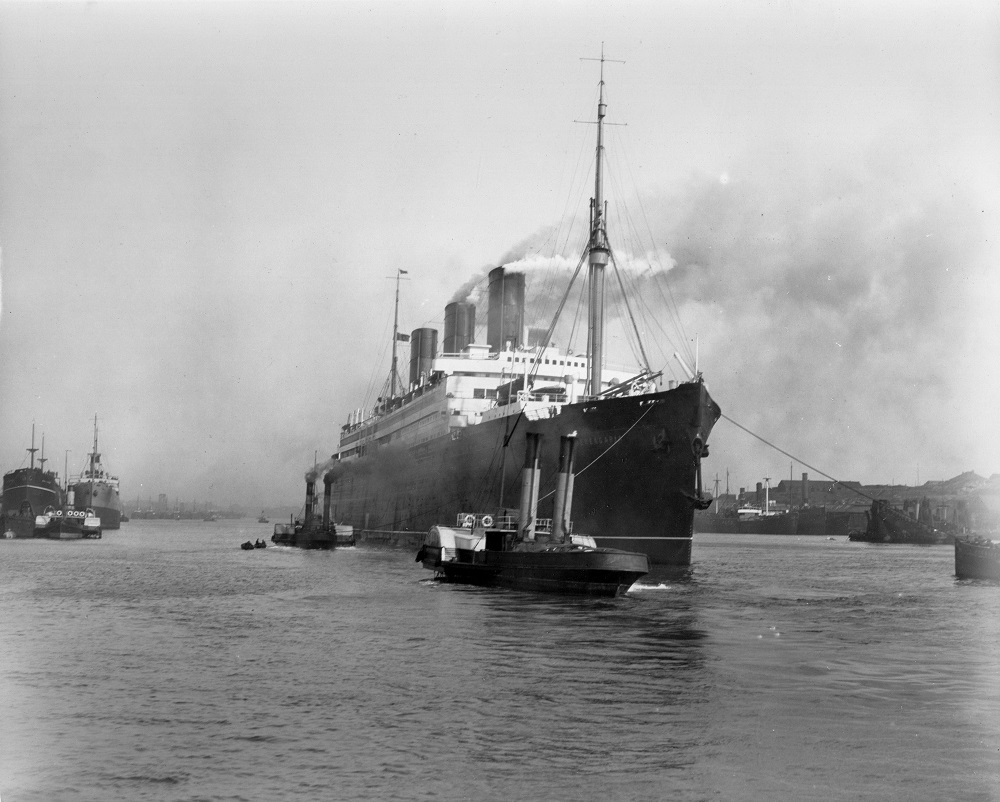
El RMS Berengaria al servicio de la Cunard Line

El USS Imperator llegó a Southampton el domingo 10 de diciembre de 1919 y procedió a Liverpool para lo que se había planeado iba a ser una revisión rápida, ya que se contaba con que zarpara en su primer viaje para sus nuevos propietarios el 10 de enero de 1920. Sin embargo, tras la inspección, la Cunard Line encontró el navío en pésimas condiciones de mantenimiento y tuvo que invertir miles de libras esterlinas para dejarlo como el resto de sus transatlánticos operativos. Entre otras cosas, cuando el buque entró en el dique seco el 6 de enero, se descubrió que faltaba una pieza del timón y sus hélices estaban erosionadas en sus bordes; estos temas fueron atendidos mientras el buque era remozado con elementos y mobiliario de los buques Transylvania y Carmania. 
Debido a la magnitud de la labor que tuvo que llevarse a cabo, el ahora RMS Imperator permaneció en Liverpool hasta el 21 de febrero, y durante este tiempo, la cena anual de la empresa se celebró a bordo, antes de que el barco regresara al servicio en el Atlántico norte.
El 2 de marzo de 1920, el barco partió desde Nueva York, tardando nueve días en llegar a Southampton. Durante el viaje, el RMS Imperator tuvo una grave avería que resultó ser causada por un eyector de ceniza defectuoso. En este punto, la Cunard decidió que el buque estaba en necesidad de una revisión importante y fue retirado del servicio. Más tarde, el buque fue renombrado como Berengaria en 1921.
Sir Arthur Rostron (excapitán del RMS Carpathia) tomó el mando del Berengaria en julio de 1920 (retirándose en este buque en 1928). Al año siguiente el Berengaria y el RMS Aquitania fueron enviados a los astilleros Armstrong Whitworth de Walker-on-Tyne para que sus máquinas propulsoras fuesen modificadas para poder usar diésel en vez de carbón.
En mayo de 1934, el Berengaria encalló en las orillas de barro de Calshot en el Solent, y tubo que ser sacado del barro por cuatro remolcadores de Southampton. El buque no sufrió ningún daño y el incidente no afectó a su programa de navegación. Sirvió en la ruta hacia Nueva York durante 14 años como barco insignia de Cunard hasta 1934, año en que fue reemplazado por su hermano, el RMS Majestic (ex Bismarck), tras la fusión de la Cunard con la White Star Line, creando la Cunard White Star Ltd. 
Hacia el final de su carrera, surfió varios incendios eléctricos causados por el envejecimiento de su cableado, y la Cunard White Star optó por retirarlo en 1938, pero permaneció amarrado durante todo el período previo al comienzo de la Segunda Guerra Mundial, siendo vendido a Sir John Jarvis, quien tres años antes también había comprado el RMS Olympic. Finalmente, el Berengaria fue desguazado en 1946.

#### SS Leviathan

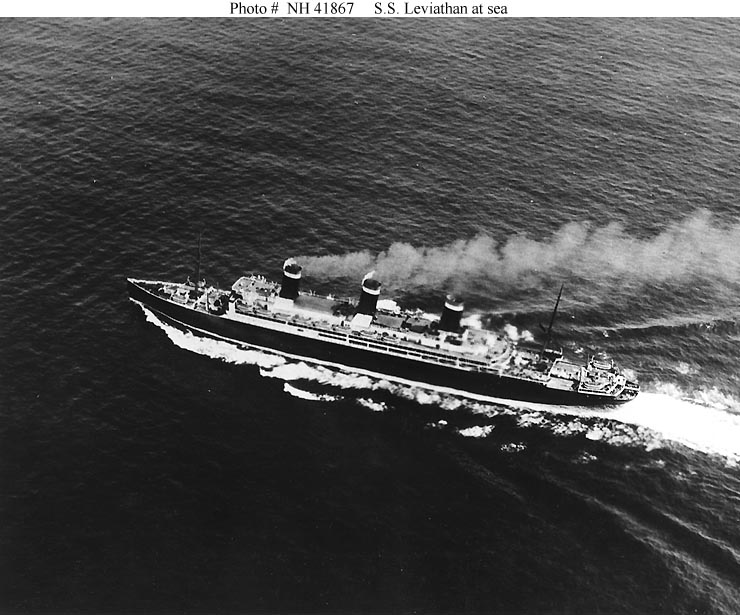
Vista aérea del Leviathan en alta mar durante los años veinte

Una vez terminado el conflicto, el Vaterland quedó en malas condiciones de mantenimiento y con un aspecto deplorable. Fue traspasado como compensación de guerra en 1919 a la United States Lines, siendo reconstruido, bajo el auspicio de la Armada de los Estados Unidos y la Secretaría de Marina del gobierno, encargándosele esto a la firma Gibbs Brothers Inc. bajo la dirección del famoso ingeniero naval William Francis Gibbs, que viajó personalmente a Alemania, visitó el astillero de Blohm & Voss y negoció los planos originales del buque.  
El transatlántico recuperó no solo su lujo, esplendor y aspecto original, sino que fue modernizado técnicamente bajo los estándares de alta seguridad de Gibbs, quedando listo para ingresar al servicio comercial en junio de 1923.
Finalmente fue rebautizado como SS Leviathan, siendo apodado con el sobrenombre de «la Reina de los Estados Unidos». 
Sin embargo, el Leviathan nunca gozó de mucha popularidad respecto a sus rivales europeos, debido a que se le impuso la llamada Ley Seca a bordo, espantándole mucho pasaje europeo y americano. 
Finalmente, la Gran Depresión, derivada del Crac de 1929, terminó por matar económicamente al buque, que fue del servicio en 1931. Sirvió esporádicamente en 1934, siendo finalmente vendido como chatarra a flote el 10 de septiembre de 1937 y desguazado en 1938 por la Shipbreaker Ward & Co en Rosyth (Escocia).

## Clase Imperator II

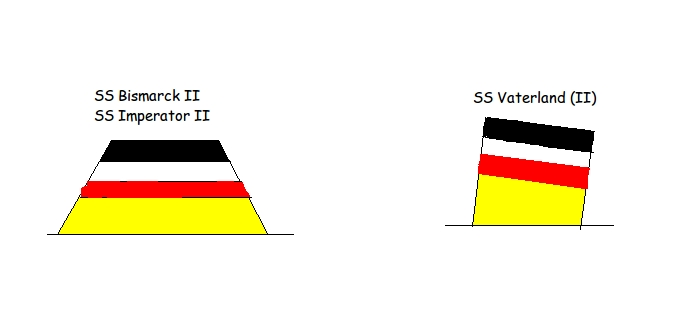
Chimeneas de la segunda clase Imperator. (Nótese las diferencias)

En los años 1940, HAPAG retomó los nombres de estas tres naves para diseñar una nueva clase Imperator. No obstante, únicamente el primer buque, bautizado como Vaterland, fue botado, pero tras un ataque aéreo aliado, el casco quedó en muy malas condiciones (la cubierta de proa estaba levantada y semiarrancada) y fue desguazado. En cuanto a las otras dos naves, lo único que dejó la empresa fue la maqueta de los constructores. Los tres buques serían idénticos, con excepción de sus dos chimeneas, pues mostraban pequeñas diferencias.